# The United States of America (együttes)
A The United States of America egy rövid életű (1967-től 1968-ig működött) amerikai experimental rock zenekar volt. Los Angelesben alakultak. Pszichedelikus rockot és proto-prog-ot is játszottak. Az együttes volt az első olyan rockzenei társulat, amelyik elektromos elemeket vegyített zenéjébe. Tagok: Joseph Byrd, Dorothy Moskowitz, Michael Angello, Stuart Brotman, Craig Woodson, Gordon Marron, Rand Forbes, Ed Bogas, Jeff Marinell, Richard Grayson, Carmie Simon és Dennis Wood. Rövid pályafutásuk alatt mindössze egy nagylemezt jelentettek meg, amely bekerült az 1001 lemez, amit hallanod kell, mielőtt meghalsz című könyvbe.

## Diszkográfia
- The United States of America (1968)